# Александер Мерк фон Меркенштайн
Александер Мерк фон Меркенштайн (нім. Alexander Mörk von Mörkenstein; 4 грудня 1887, Перемишль — 23 жовтня 1914, Нисько) — австро-угорський художник, спелеолог і офіцер.

## Біографія
Син офіцера. В 1907 році закінчив Зальцбурзьку гімназію, після чого пройшов курс однорічного добровольця в 4-му полку тірольських імператорських єгерів. В 1908 році склав іспит офіцера резерву, переїхав в Мюнхен і вступив в школу живопису і малювання Вальтера Тора. В 1909 році продовжив навчання в художньому училищі Віденської академії. Після завершення навчання в 1912 році став академічним художником. В 1912/13 роках навчався у спеціальній школі Алоїза Делюга. На початку Першої світової війни призваний в армію. 22 жовтня 1914 року був важко поранений під час штурму берега Сяну і наступного дня помер.

## Спелеологія
Спелеологія була основною сферою інтересів Мерка. Разом з Генріхом Ланером  і Рудольфом Зааром взяв участь у першій великій експедиції на гору Дахштайн.
Під час навчання в Зальцбурзькій гімназії подружився з Ервіном Ангермаєром. Починаючи з 1910 року вони разом почали досліджувати печери. 10 серпня 1911 року Мерк, Ангермаєр та 14 інших спелеологів заснували зальцбурзький земельний відділ Австрійської асоціації спелеології. 2 серпня 1913 року разом з Ангермаєром і Германом Рілем першим підкорив крижану стіну в печері Айсрізенвельт.

## Вшанування пам'яті
На честь Мерка названі льодовик (нім. Mörkgletscher) і гігантський купол (нім. Mörk-Dom) в печері Айсрізенвельт, до яких він дістався під час своєї третьої і останньої експедиції в печеру. 28 червня 1925 року урна з прахом Мерка, згідно його заповіту, була встановлена в ніші, розміщеній в куполі Мерка.